# Montaut (Lot e Garonna)
Montaut è un comune francese di 238 abitanti situato nel dipartimento del Lot e Garonna nella regione della Nuova Aquitania.

## Società

### Evoluzione demografica
Abitanti censiti